# Hase in der Kunst
Der Hase oder das Kaninchen ist in der bildenden Kunst ein häufiges Bildmotiv, das in Mythologie und Kunst in den verschiedenen Kulturen unterschiedliche Bedeutungen annehmen kann. Grundsätzlich wird der Hase häufig mit Mondgottheiten in Verbindung gebracht und verkörpert hier Wiedergeburt und Auferstehung. Er ist ein Symbol für Fruchtbarkeit, Sinnenlust und dient als Attribut bei Jagd- und Monatsdarstellungen.

## Judentum
Im Judentum gilt der Hase als unreines Tier, denn er ist ein Wiederkäuer, hat aber keine durchgespaltenen Klauen . (3Mo 11,6: 5Mo14,7) Diese abwertende Aussage führt in der christlichen Kunst des Mittelalters zu einer ambivalenten Deutung des Hasen als Symboltier.

## Antike

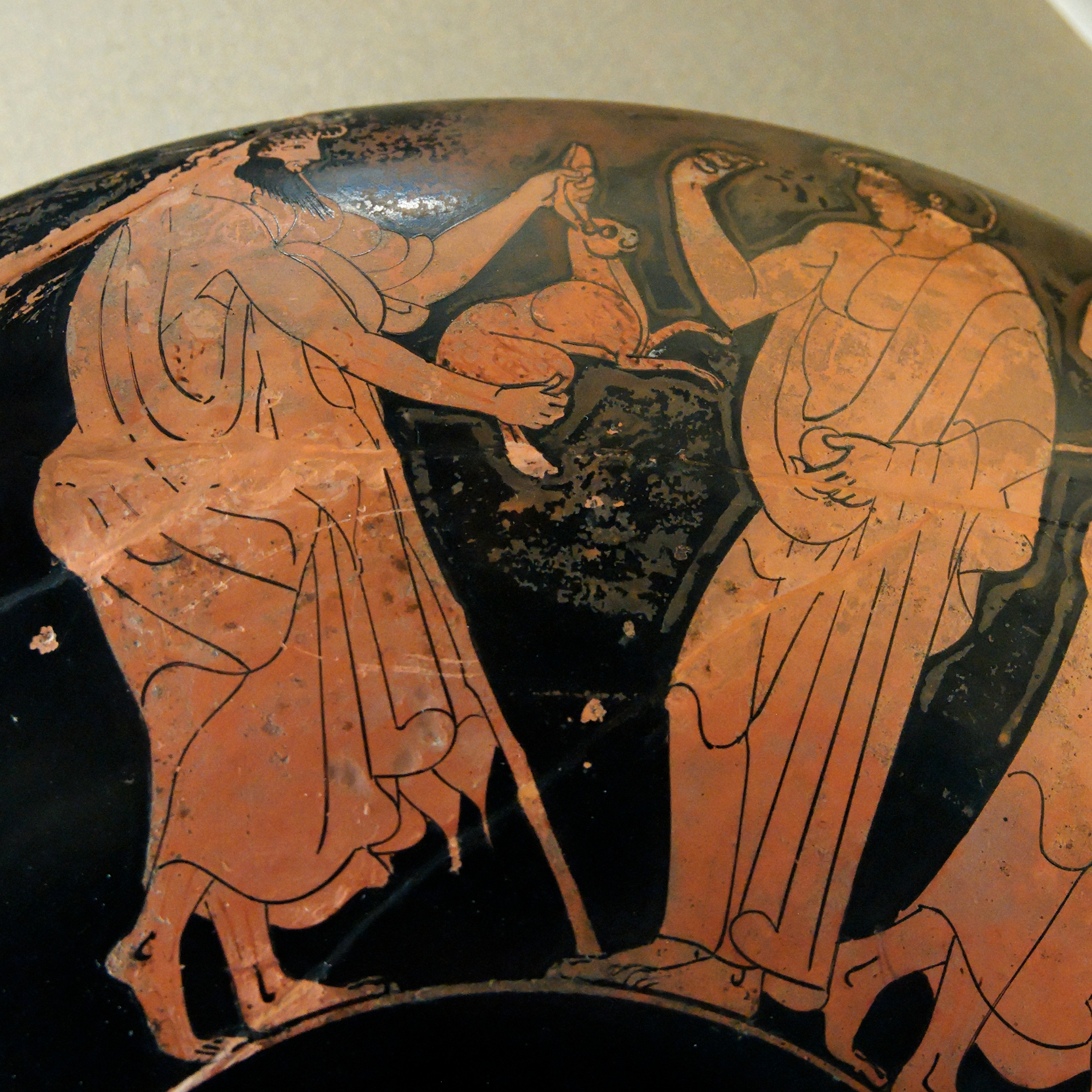
Der Hase als Geschenk an einen Epheben, Außenbild einer attisch-rotfigurigen Kylix des Töpfers Hieron und des Vasenmalers Makron.

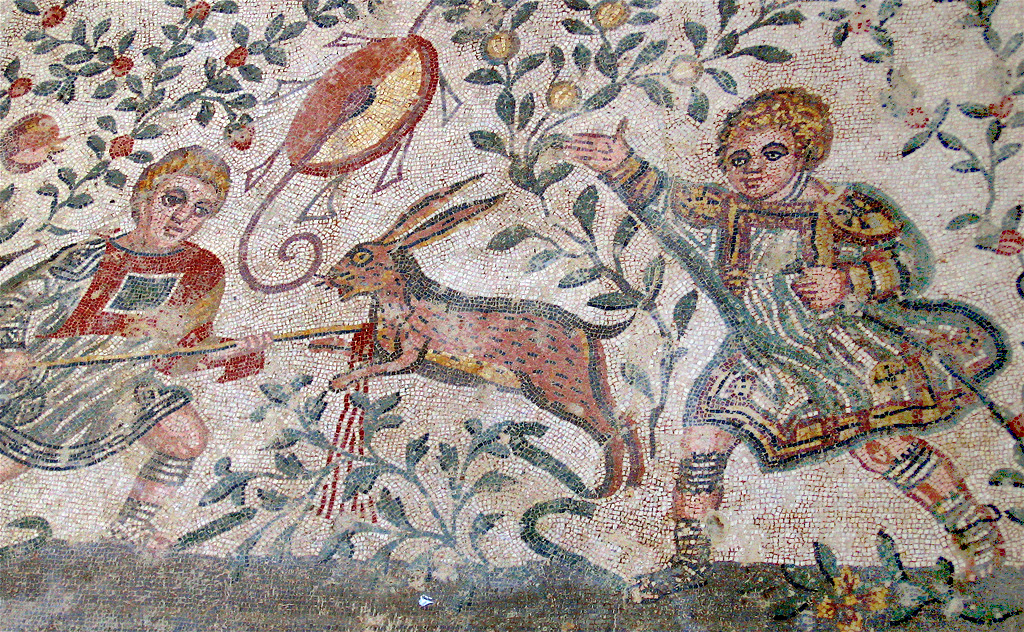
Spätantike Darstellung einer Hasenjagd aus der Villa Romana del Casale

Der Hase galt in der Antike wegen seiner Wertschätzung als Jagdtier als Inbegriff der gejagten Kreatur, die nur durch eine zahlreiche Nachkommenschaft überleben konnte. Aristoteles, Claudius Aelianus und Plinius ordnen ihn als eins der fruchtbarsten Tiere überhaupt ein. Auf diese Weise wurde er zum Symbol von Lebenskraft, sexueller Begierde und Fruchtbarkeit. Dargestellt wird der Hase als Attribut der Aphrodite, als Geschenk unter Liebespaaren und in der Spätantike als Glückssymbol und im Zusammenhang mit der antiken Grabkultur.

## Christliche Kunst
Bereits in der frühchristlichen Kunst tauchen Darstellungen von Hasen auf Reliefs, Tonlämpchen und auf Epitaphen auf, ohne dass sich eine Deutung leicht erschließen ließe.

Der Physiologus, unerschöpfliche Quelle für die mittelalterlichen Künstler, berichtet vom Hasen, der in Gefahr sich hoch auf die Felsen rette, wenn er jedoch den Berg hinunterlaufe, wegen seiner kurzen Vorderbeine schnell vom Feind gefangen werde. Entsprechend soll nach der Lehre des Heiligen Basilius der Mensch sein Heil in dem Felsen Christus suchen, anstatt bergab den irdischen Dingen nachzulaufen und in die Hände des Dämons, d. h. des Teufels, zu fallen. Präsent bleibt immer auch für den mittelalterlichen Künstler und Auftraggeber die abschätzige Meinung über den Hasen, der gemäß den Büchern Moses’ ein unreines Tier ist. So steht der Hase im Tympanon von St. Norbert in Enkenbach zusammen mit anderen unreinen Tieren beim Jüngsten Gericht auf der linken Seite des Lammes. Das heißt, der Hase kann eine negative Bedeutung, wie ungezügelter Sexualität und Wollust annehmen oder eine positive als Sinnbild des steilen Wegs zum Heil. Bei mittelalterlichen Darstellungen des Hasen ist also aus dem Kontext zu erschließen, ob der Lauf eines Menschen in sein Verderben oder das Streben zum ewigen Heil gemeint ist.

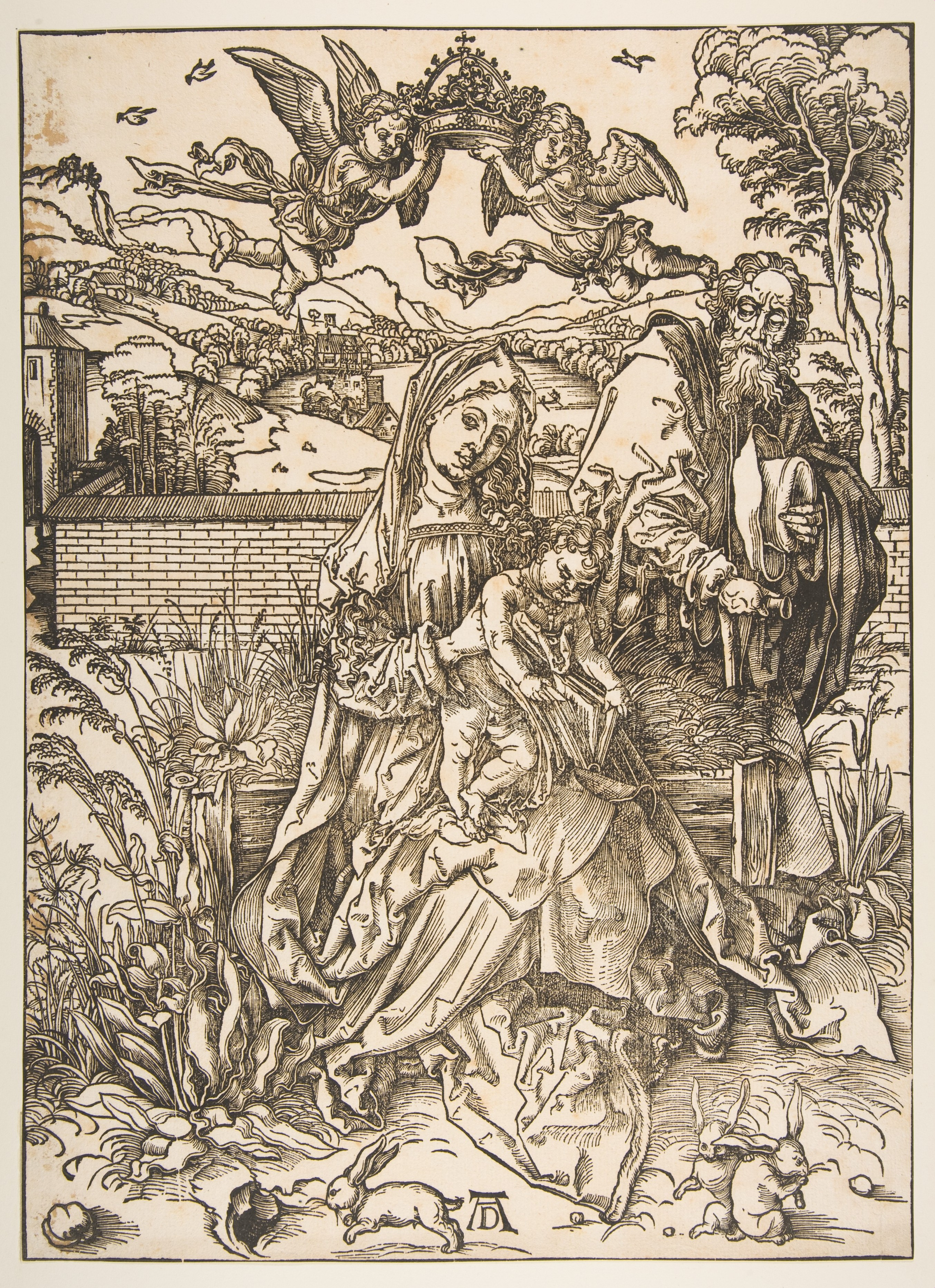
Die Heilige Familie mit den drei Hasen (Albrecht Dürer, 1497)

 In den Marginalien der mittelalterlichen Buchmalerei finden sich mitunter auch kämpferische Hasen. So mögen dort Hasen Menschen jagen oder verschleppen, Wölfe reiten, oder Kämpfe mit Rittern führen. Interpretiert werden solche Darstellungen in den Luxusobjekten Bücher als sozialkritische Umkehrungen des Sozial- und Weltgefüges.

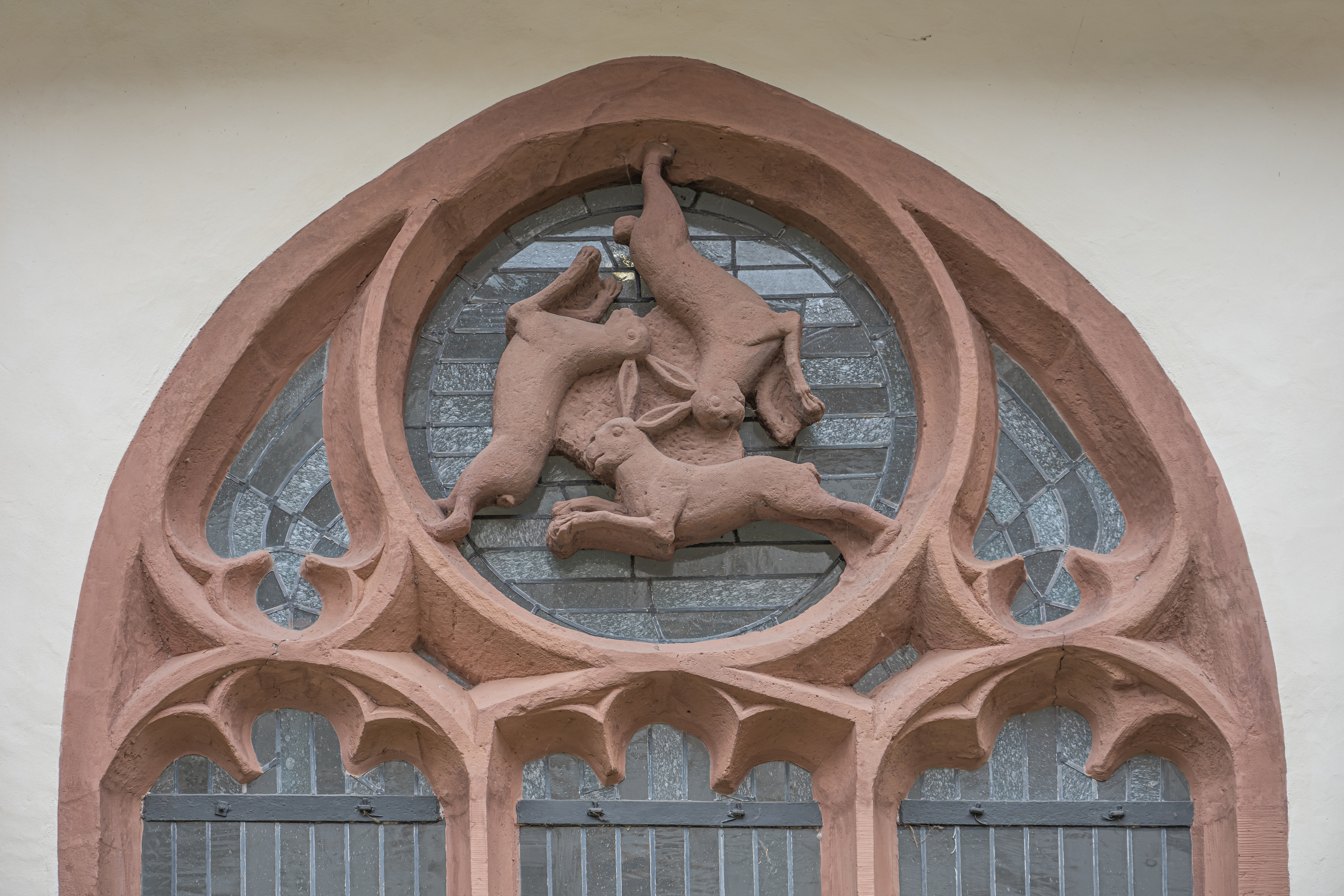
Das Dreihasenfenster im Paderborner Dom

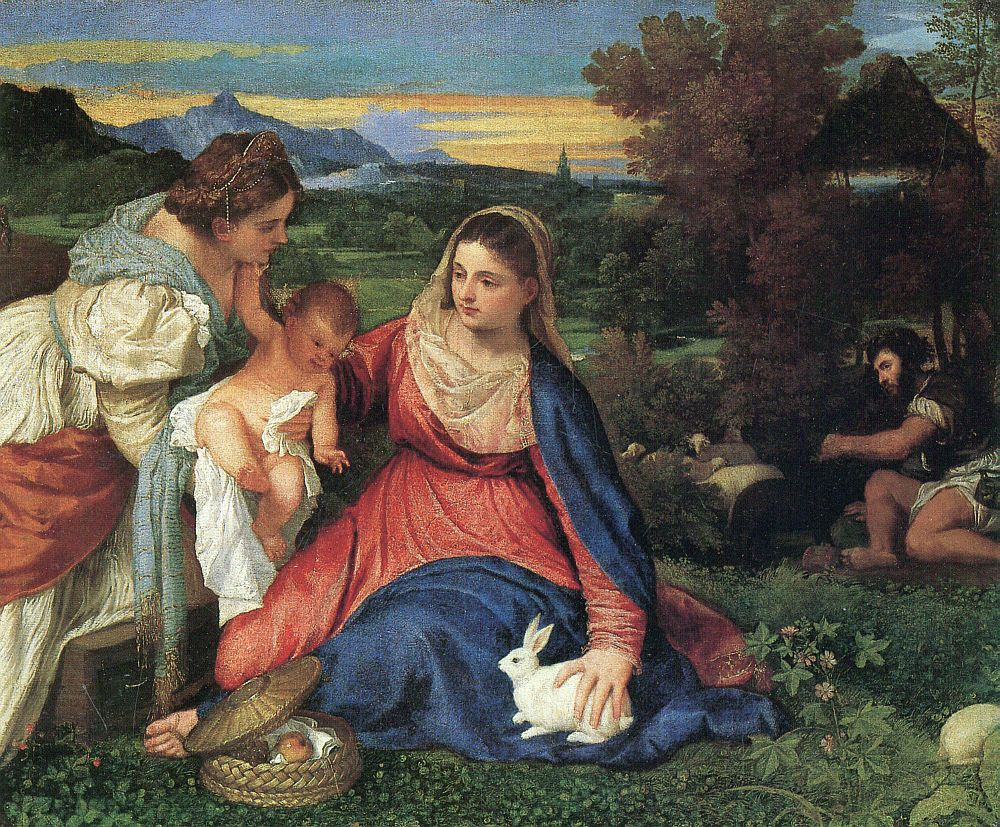
Tizian: Madonna mit dem Kaninchen, Paris, Louvre

Die Hasenfenster in Paderborn und im Kloster Muottatal in der Schweiz, bei denen drei Hasen jeweils zusammen nur drei Ohren haben, die zusammen ein Dreieck bilden, können als Symbol für die Dreifaltigkeit aufgefasst werden, und gehen wohl auf ein altes Symbol für den Lauf und das Vergehen der Zeit zurück. Ebenfalls als Dreifaltigkeitssymbol könnten die drei Hasen angesehen werden, die auf Dürers Holzschnitt von 1497 Die Heilige Familie mit den drei Hasen dargestellt sind und in dem ein Hase dem anderen die Pfote auf die Schulter legt und auf den davonhüpfenden dritten zeigt.
Aus der Antike kommt die Deutung des Hasen als Sinnbild von Lebenskraft, Wiedergeburt und Auferstehung. Hier ist die Wurzel für Darstellungen im Zusammenhang mit dem christlichen Osterfest, in dem der Auferstehung Christi gedacht wird. Die in der christlichen Ikonografie ungewöhnliche Darstellung einer Madonna mit dem Jesusknaben, die mit einem weißen Hasen spielt, wie es Tizian in seinem Pariser Bild darstellt, kann hier christologisch gedeutet werden. Zusammen mit dem Korb mit Brot und Wein, einem Sinnbild für den Opfertod Christi, kann diese Darstellung als Hinweis auf die Wiederauferstehung Christi nach dem Tode gelesen werden.
Als Symboltier der Fruchtbarkeit tauchen weiße Kaninchen auf einem Flügel des Hochaltars des Freiburger Münsters auf. Sie spielen zu Füßen der beiden schwangeren Frauen Maria und Elisabeth.
Auf dem Kupferstich Martin Schongauers von 1470 Jesus nach der Versuchung werden als Zeichen der überschäumenden Lebensfreude neun (drei mal drei) Hasen zu Füßen Jesu dargestellt.
Jagddarstellungen im sakralen Kontext lassen sich als Verfolgung des Guten durch das Böse deuten. Bei den romanischen Bauplastiken am Dom von Königslutter, entstanden um 1135, symbolisiert der vom Jäger verfolgte Hase die menschliche Seele, die sich vor der Verfolgung durch den Teufel retten will. Ein weiteres Bild, „Hasen fangen den Jäger“, zeigt den Triumph des Guten über das Böse. Anderseits kann bei einer Verfolgung des Hasen durch einen Adler dieser Christus symbolisieren und der Hase die Unreinheit und die Scheu des Bösen vor dem Licht.

Sinnbild der Wiedergeburt ist der Hase auch für Joseph Beuys, in dessen Werk der Hase immer wieder einen Platz findet. Im Kontext seiner Aktion Wie man dem toten Hasen die Bilder erklärt sagte er, dass der Hase 

„direkt eine Beziehung zur Geburt hat (...). Für mich ist der Hase das Symbol für die Inkarnation. Denn der Hase macht das ganz real, was der Mensch nur in Gedanken machen kann. Er gräbt sich ein, er gräbt sich eine Mulde. Er inkarniert sich in der Erde, und das allein ist wichtig.“

In der christlichen Ikonografie ist der Hase Attribut der Heiligen Martin von Tours und Albert von Siena, da beide nach der Legende von Hasen vor der Verfolgung durch Hunde und Jäger geschützt worden sind, sowie des Schutzpatrons der spanischen Jäger, Olegario von Barcelona.

## Profane Ikonographie

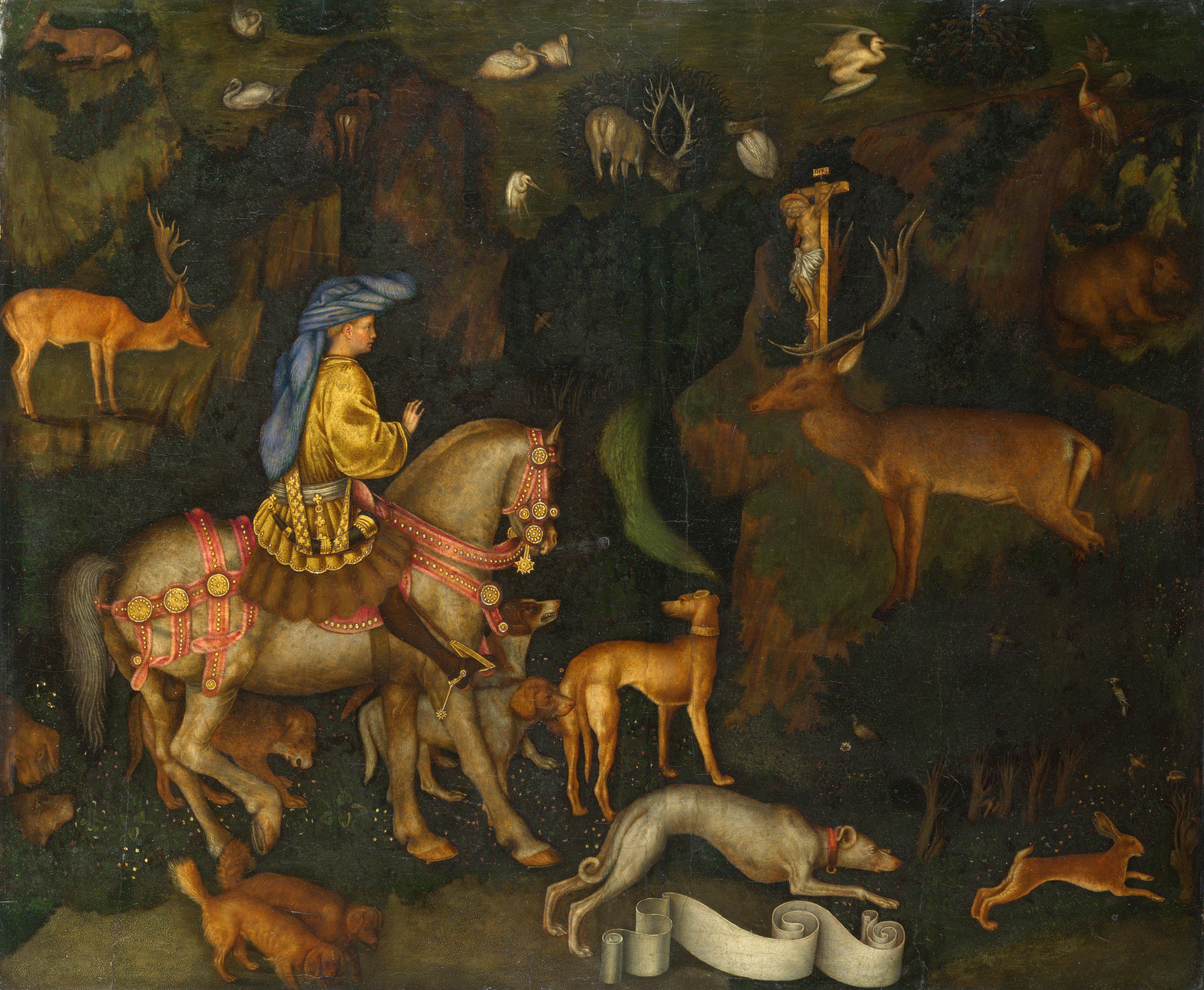
Pisanello:Jagdszene (Vision des hl. Eustachius, um 1435)

In der nicht sakralen Kunst der Neuzeit taucht der Hase im gleichen Kontext auf wie in der Antike: als Beutetier der Jäger, auf Monatsdarstellungen von Frühling oder Herbst sowie als Attribut der Venus und Symbol für die körperliche Liebe.

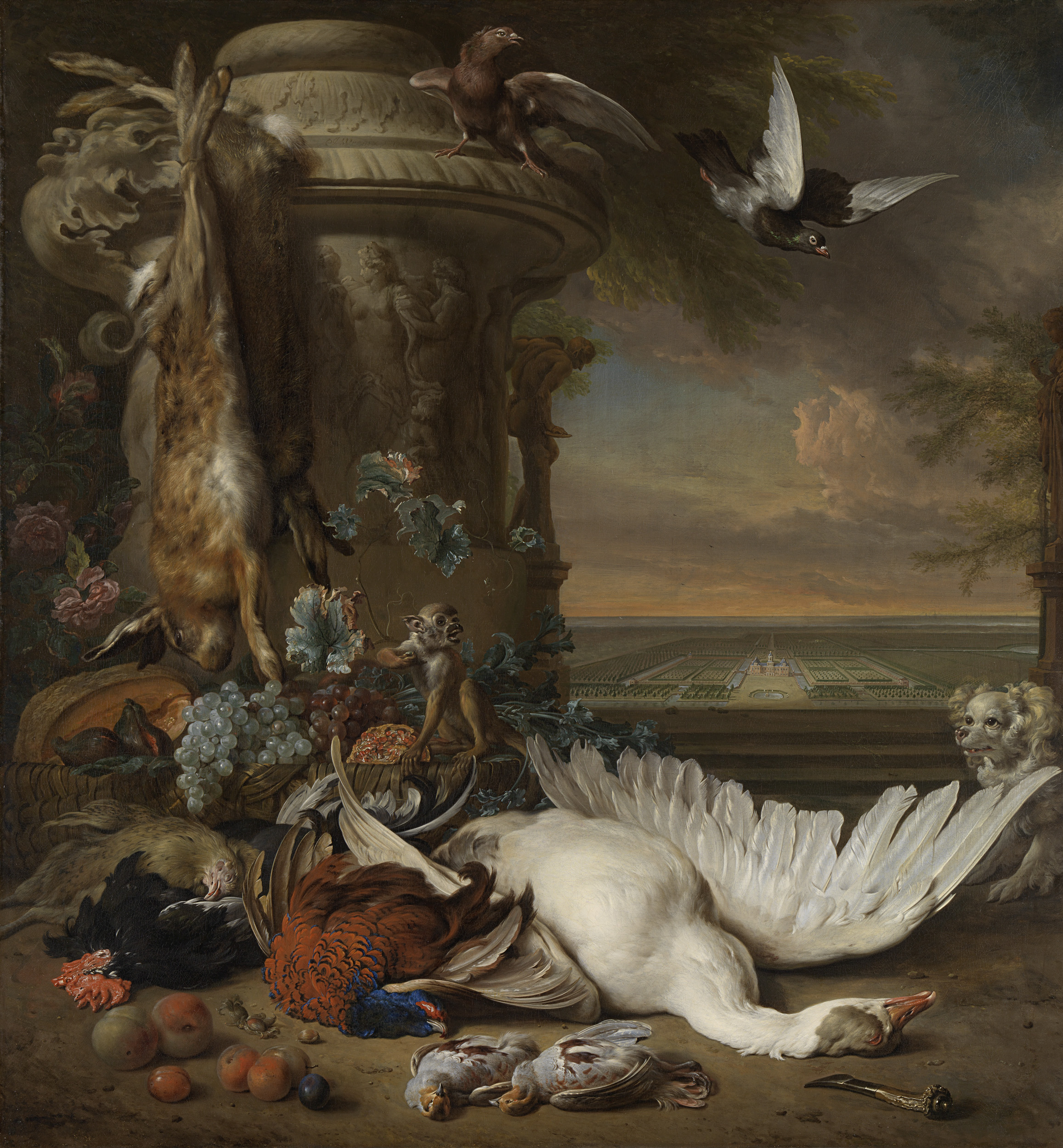
Jan Weenix: Jagdstillleben mit Schoßhund und Äffchen (1714)

Das Jagdrecht war im Mittelalter bis in die späte Neuzeit Privileg der herrschenden Schichten, das mit Nachdruck verteidigt wurde.
Jagdstillleben, oft in Gesellschaft mit exquisitem Jagdgerät, schmücken Räume barocker Schlösser und weisen auf Rang und Prestige des Besitzers hin.
Das Bild von Jan Weenix zeigt ein Stillleben in der Art einer Trophäensammlung, hier von Vogel- und Niederwild, von kostbaren Früchten, Schoßhund und Schoßäffchen, die um eine antikisierende Gartenplastik mit der Figur des Herkules effektvoll arrangiert sind, das Ganze vor dem Hintergrund einer opulenten Schlossanlage. Hier werden Reichtum und luxuriöser Lebensstil des Auftraggebers oder Besitzers des Bildes demonstriert.
Die in der niederländischen Kunst des Goldenen Zeitalters üblichen moralisierenden Subtexte von Bildern wurden von dem zeitgenössischen Betrachter ohne weiteres verstanden. Fisch und Fleisch auf einem Bild dargestellt, können auf religiöse Nahrungsgebote anspielen, wobei Fische auf die Fastenspeise hinweisen und die aufgetürmten Fleischmengen auf die Fleischeslust, die voluptas carnis, vor allem wenn gleichzeitig ein Liebespaar dargestellt wird.

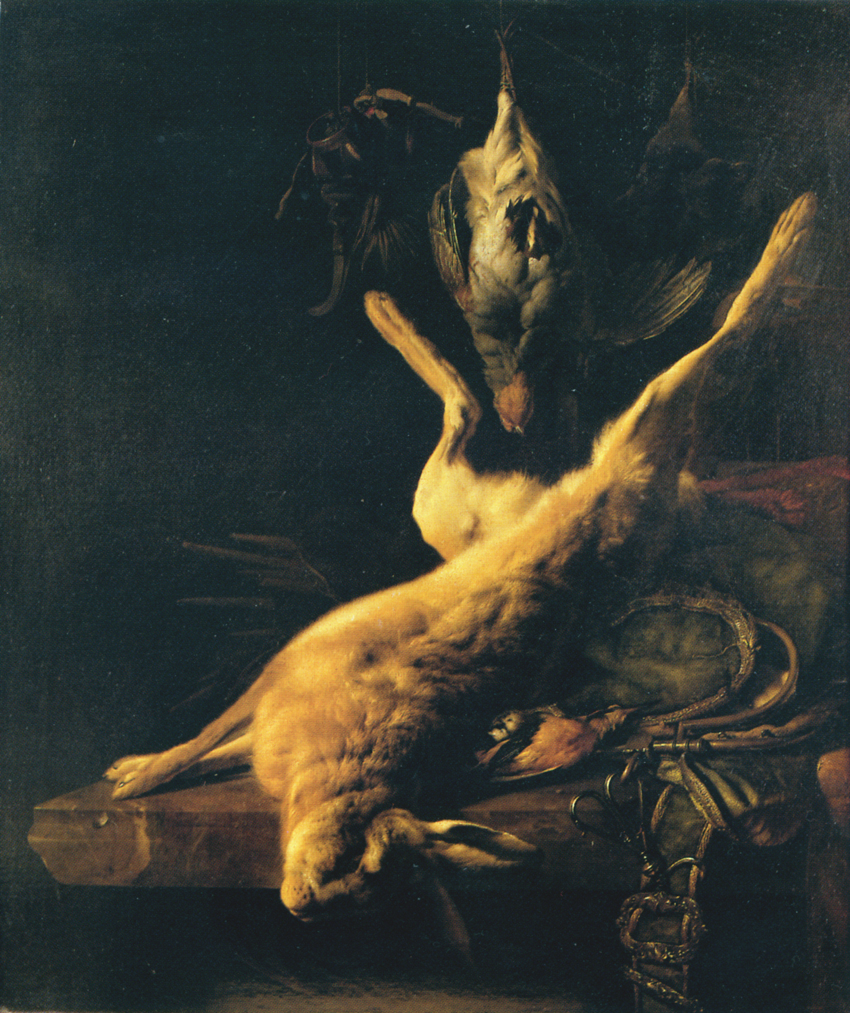
Jan Weenix, Jagdstillleben mit Vogel und Hase

Hasen und Vögel, vielleicht noch in Gesellschaft von Mohrrüben und anderen Phallussymbolen, wurden vom zeitgenössischen Betrachter ohne weiteres in diesem Sinne verstanden.
In der italienischen Kunst von Renaissance und Barock sind es in der Regel Kaninchen, die dargestellt werden und nicht der Feldhase. In einer Allegorie der Luxuria von Pisanello liegt eine nackte Frau auf einem Ruhebett, ihr zu Füßen ein Kaninchen. Von Pinturicchio stammt eine Szene der Susanna im Bade in den Borgia-Gemächern des Vatikans. Hier wird jeder der beiden Alten von einem Hasen bzw. Kaninchenpaar begleitet, deutliche Hinweise auf das Thema der wollüstigen Begierde.

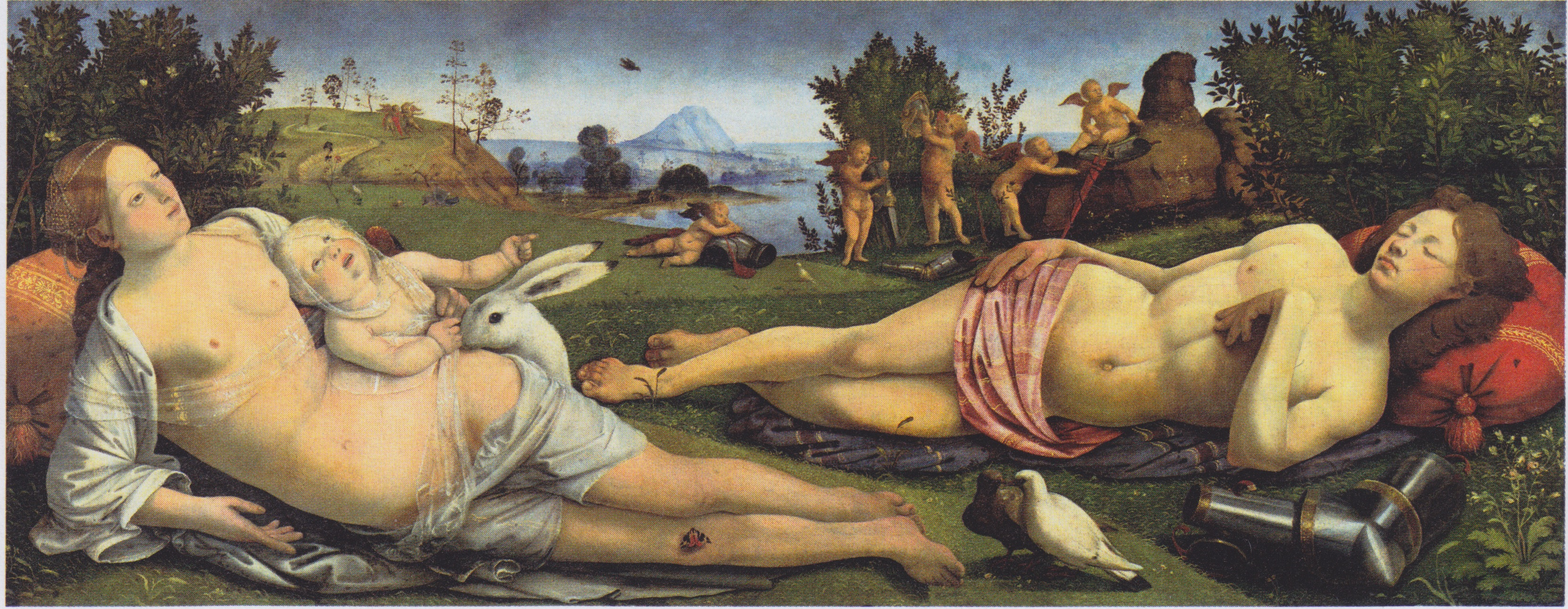
Piero di Cosimo: Venus, Mars und Amor, um 1505

Auf Monatsbildern taucht der Hase gerne in den Frühlingsmonaten auf. Auf Francesco del Cossas Aprilbild im Palazzo Schifanoia in Ferrara sind die Planetenkinder der Venus umgeben von einer Schar weißer Kaninchen, Symbolen für die Liebe und die Fruchtbarkeit.
Auf Piero di Cosimos Bild von Venus und Mars, schmiegt sich außer Amor auch ein weißes Kaninchen an Venus.

### Dürers Hase

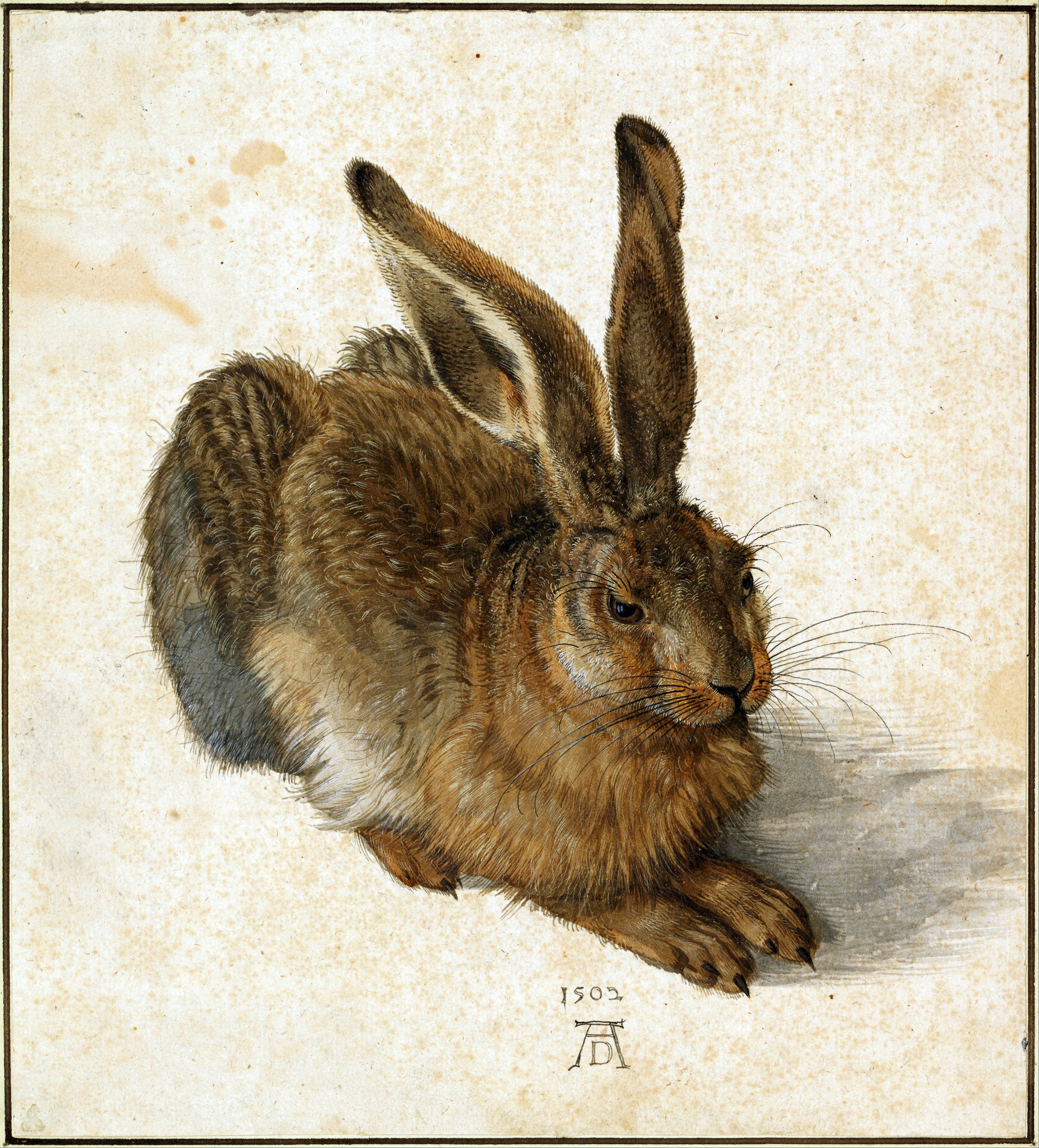
„Junger Feldhase“ von Albrecht Dürer

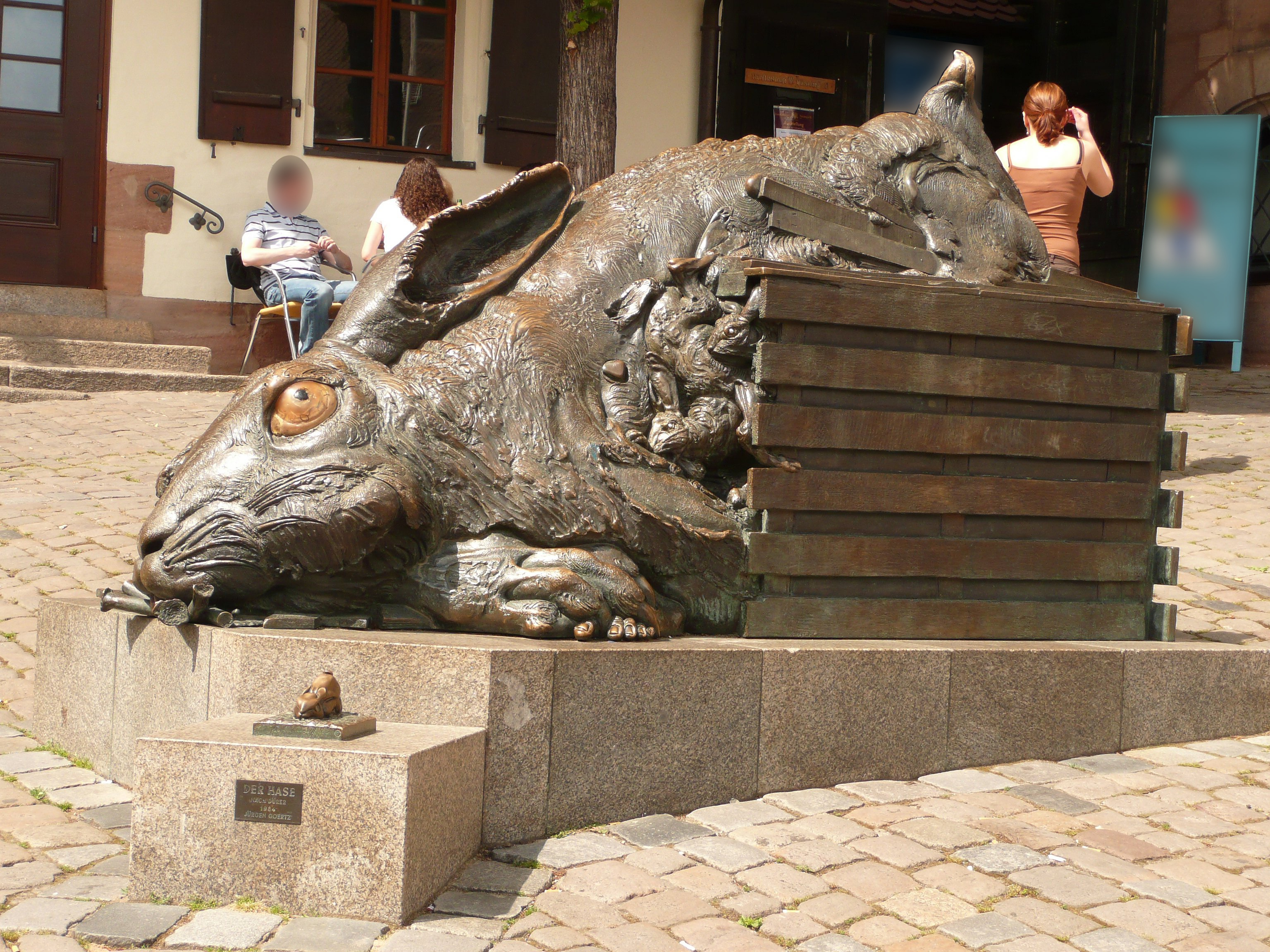
Dürer-Hase von Jürgen Goertz in Nürnberg

Der Feldhase, ein Aquarell von Albrecht Dürer, das heute in der Albertina in Wien aufbewahrt wird, ist wohl eins der berühmtesten Tierbildnisse der europäischen Kunstgeschichte überhaupt.
Zu sehen ist Dürers Bild im Zusammenhang seiner exakten Naturstudien, wie auch sein fast ebenso berühmtes Wiesenstück oder der virtuose Vogelflügel, Studien, für die er die Technik des Aquarells oder der Gouache wählte. Entstanden sind diese Studien aus Dürers Bestreben nach einer möglichst genauen „realistischen“ Erfassung der Natur in allen ihren Erscheinungsformen. Dieses Bild hat wohl keine symbolische Bedeutung, jedoch eine einzigartige Rezeptionsgeschichte.

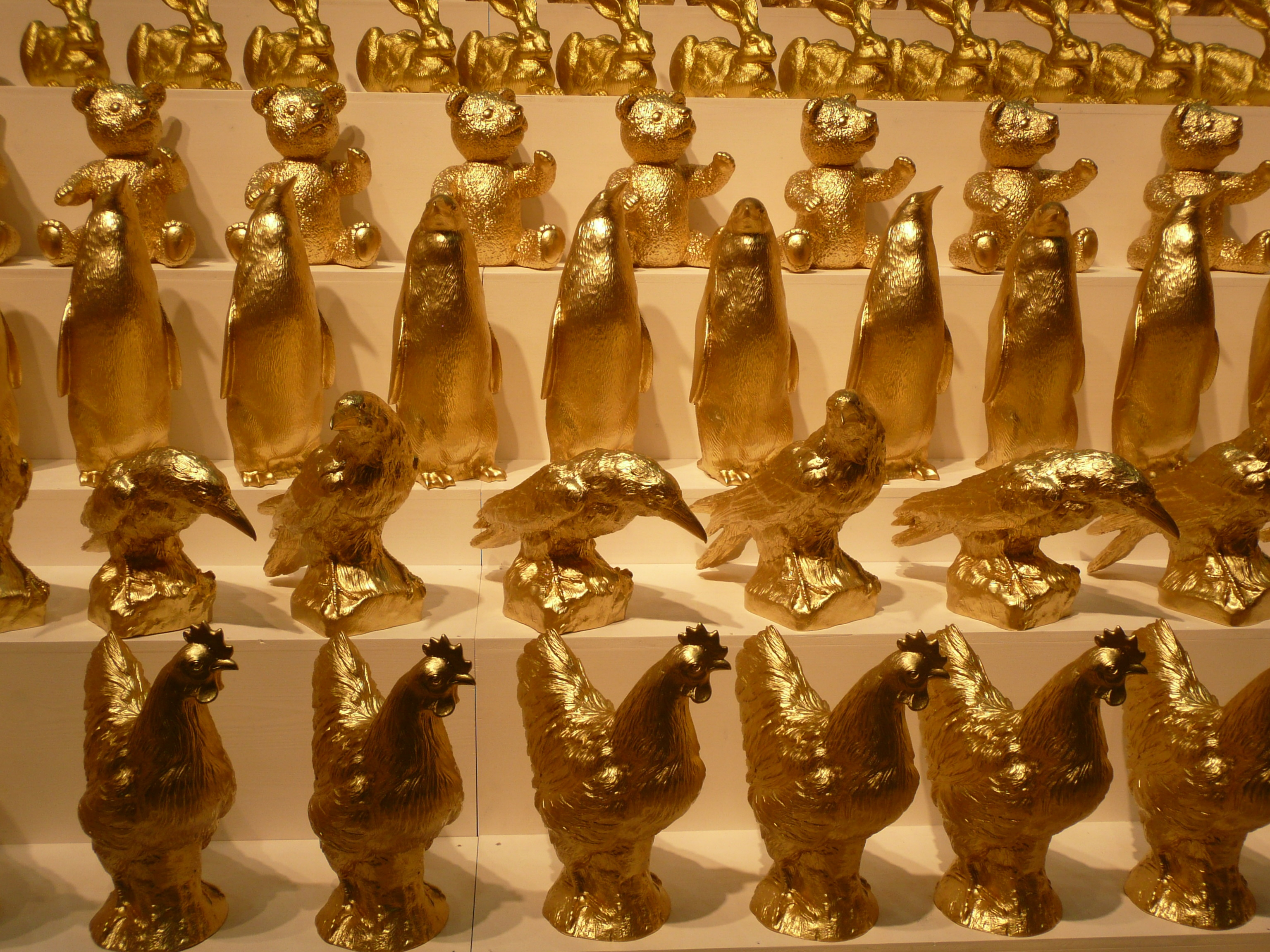
Obere Reihe: Dürer-Hase als geklonte Goldhasen

Zeitweise gehörte eine Reproduktion von Dürers Hase zum festen Inventar bürgerlicher Wohnstuben. Immer wieder abgedruckt in Schulbüchern, verbreitet in unzähligen Reproduktionen, als Relief in Kupfer, Holz oder Stein, vollplastisch aus Kunststoff oder Gips, Umhüllt von Plexiglas, aufgemalt auf Straußeneier, gedruckt auf Plastiktüten, verfremdet als „Hasengiraffe“ von Martin Mißfeldt, als Gag von Fluxus-Künstlern oder in Gold gefasst und günstig zu erwerben in Galerien und auf Kunstmessen (Ottmar Hörl). Sigmar Polke hat sich immer wieder mit dem Hasen beschäftigt, ihn auf Papier oder Textiles gemalt, in Installationen untergebracht, Dieter Roths „Köttelkarnikel“ ist eine nach dem Vorbild des Dürer-Hasen aus Hasenmist geformte Nachbildung, und Klaus Staeck schließlich sperrt ihn in einen engen Holzkoffer, von dem ein Stück abgeschnitten wurde, so dass der Hase im Koffer einen Ausblick hat und Luft bekommt.

### Beispiele
- Paula Modersohn-Becker weicht mit ihrer Reduzierung und Säkularisierung zum Haus- und Kuscheltier in dem Ölbild „Mädchen mit Kaninchen“ von 1905 von der hergebrachten, symbolisch aufgeladenen Ikonographie ab.
- Der Hase hatte auch in den Heiligenbildern des Meister Bertram (1345–1425) eine herausgehobene Rolle. So werden auf seiner „Erschaffung der Tiere“ lediglich die Hasen mehr als einmal dargestellt. Der Hase findet sich auf dem Bild sogar dreimal.
- Auf dem Kupferstich Martin Schongauers von 1470 „Jesus nach der Versuchung“ werden als Zeichen der überschäumenden Lebensfreude neun (drei mal drei) Hasen zu Füßen von Jesus Christus dargestellt.
- „1000 Hasen“, Tausend Bilder mit dem Motiv des Feldhasen (Lepus europaeus), das freie Wildtier als Ikone / 1000 Hasen ist ein Projekt von Tina Oelker, das am 1. Dezember 2007 mit dem „Tageshasen # 0001“ begann und genau 7 Jahre darauf mit dem „Tageshasen # 1000“ fertiggestellt wurde. 2010 bis 2014 waren die Werke in der Hasenmanufaktur Hamburg öffentlich zugänglich. Im Jahr 2021 veröffentlichte Tina Oelker hierzu ein Künstlerbuch „Von Hasen und Göttern“.

## Vorderer Orient, Islamische Kunst
Der Hase ist auch ein Thema der islamischen Kunst und dort zum Beispiel in der Buchmalerei, auf Keramik, Metallgegenständen und in Holz- oder Elfenbeinschnitzereien zu finden.

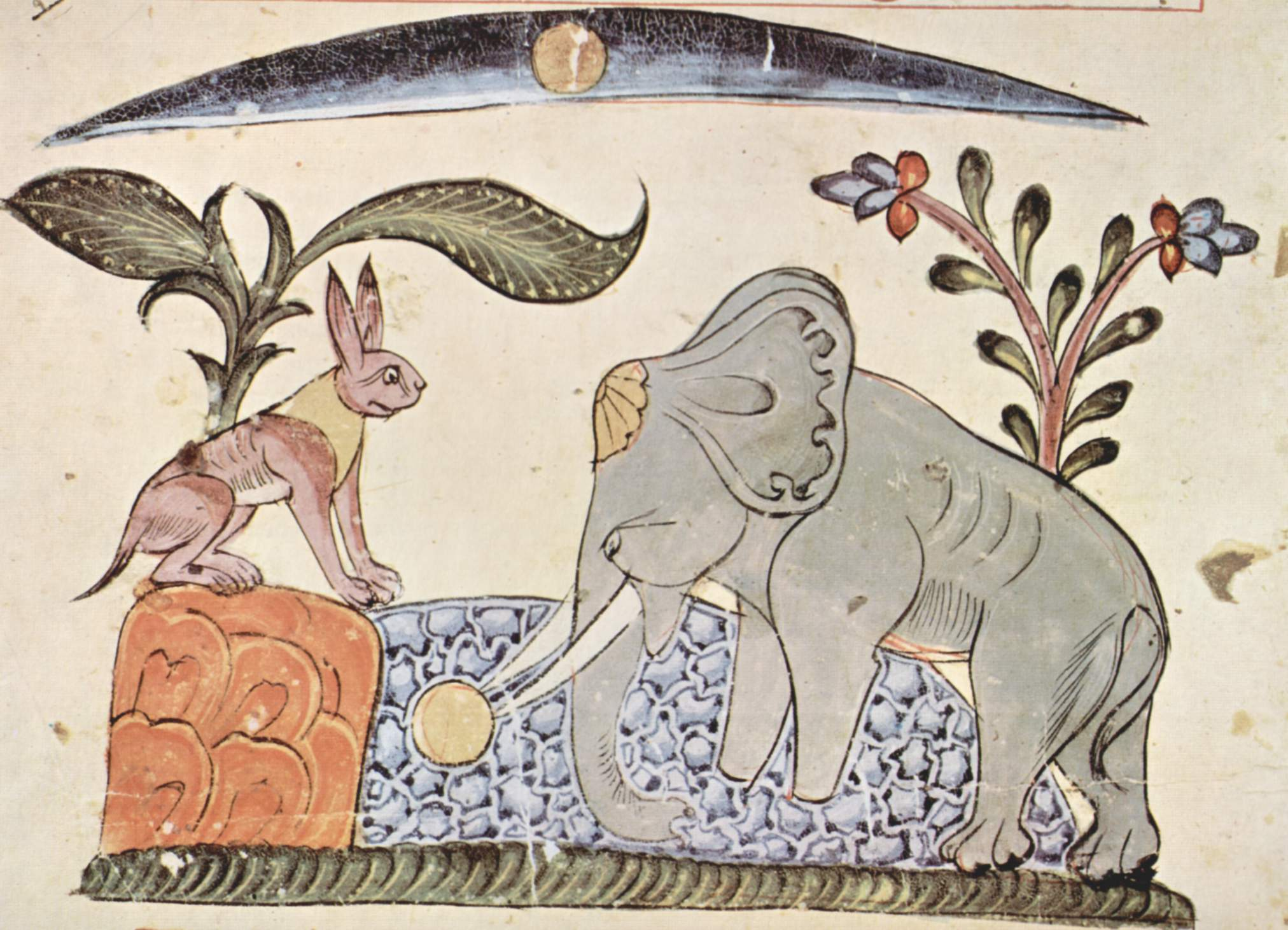
Hase und Elefantenkönig, Syrien 1354
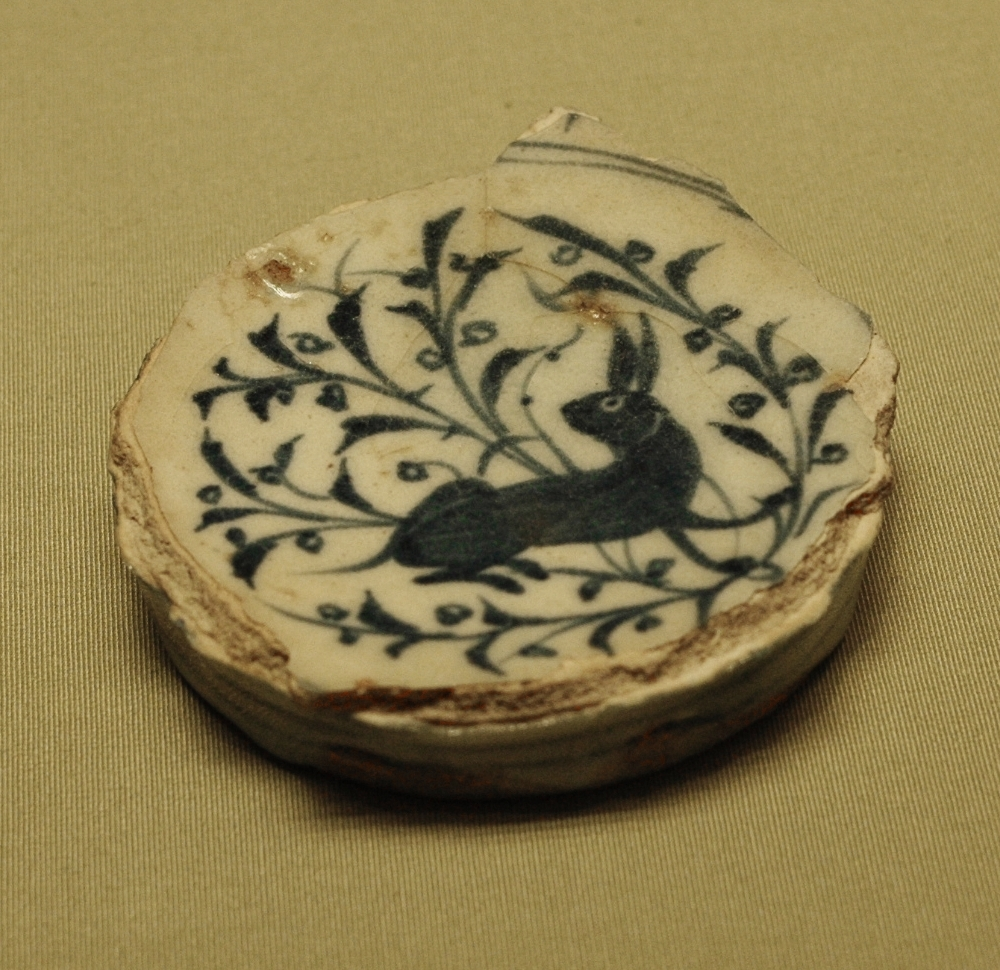
Ghabi, Mamelukische Keramik aus Ägypten, 14. Jh.
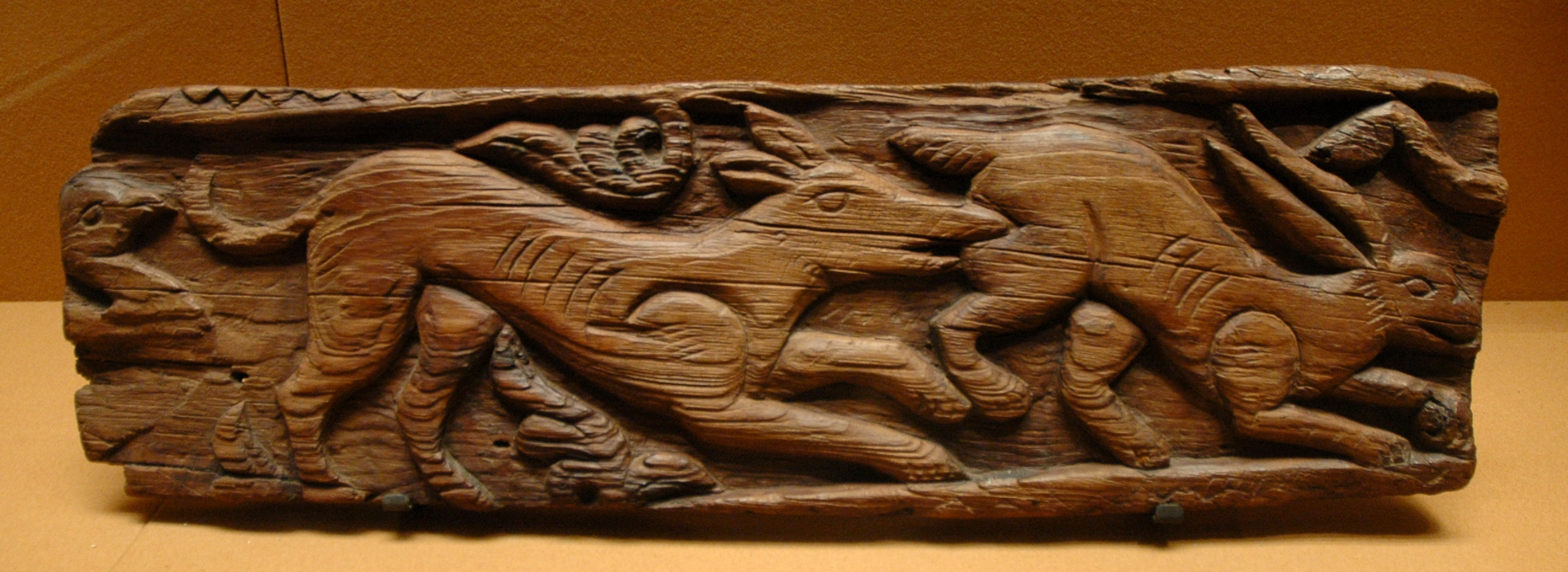
Holzschnitzerei, Ägypten, 8.–9. Jh.
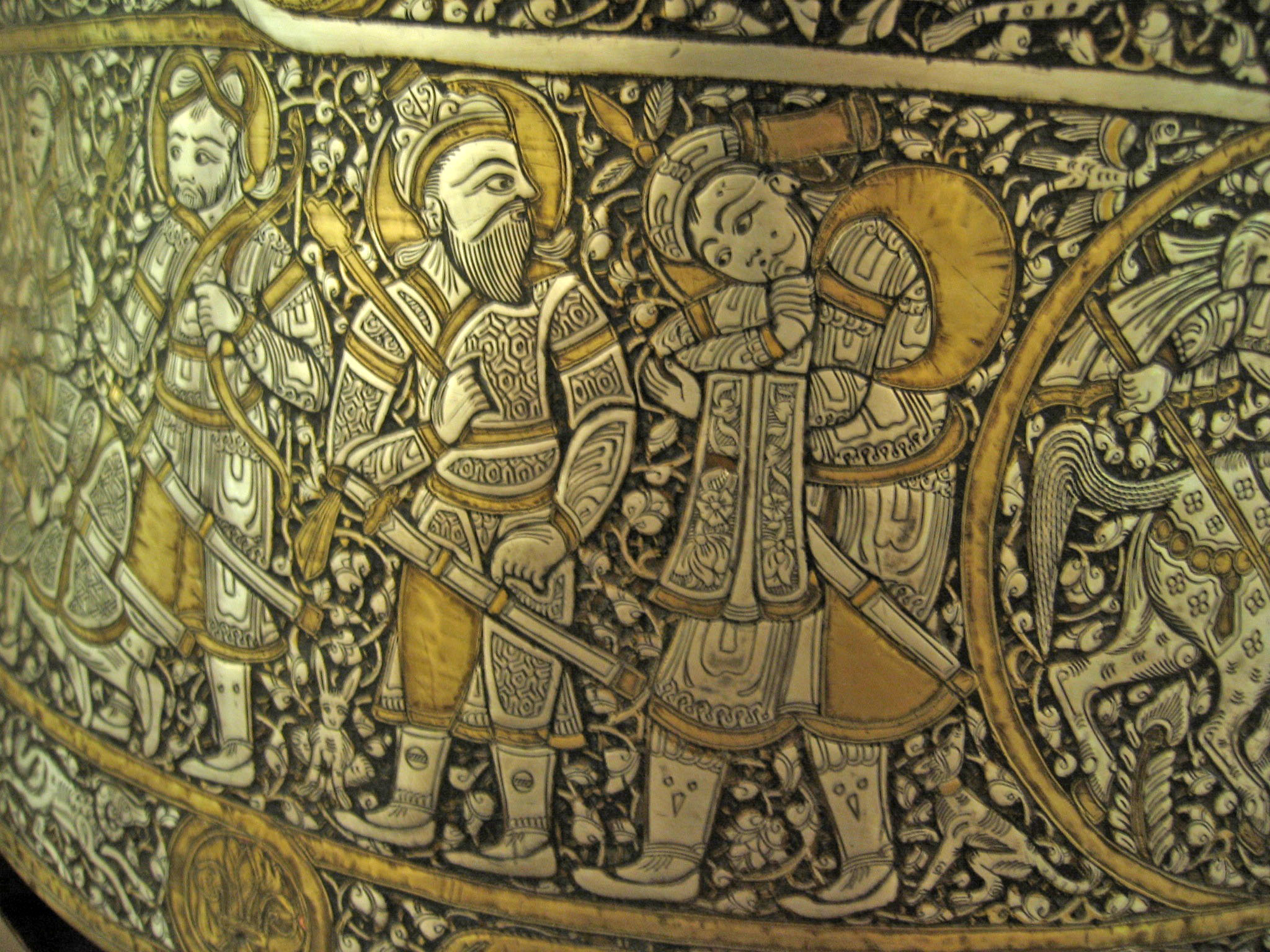
Metallbecken, Syrien, mamlukisch
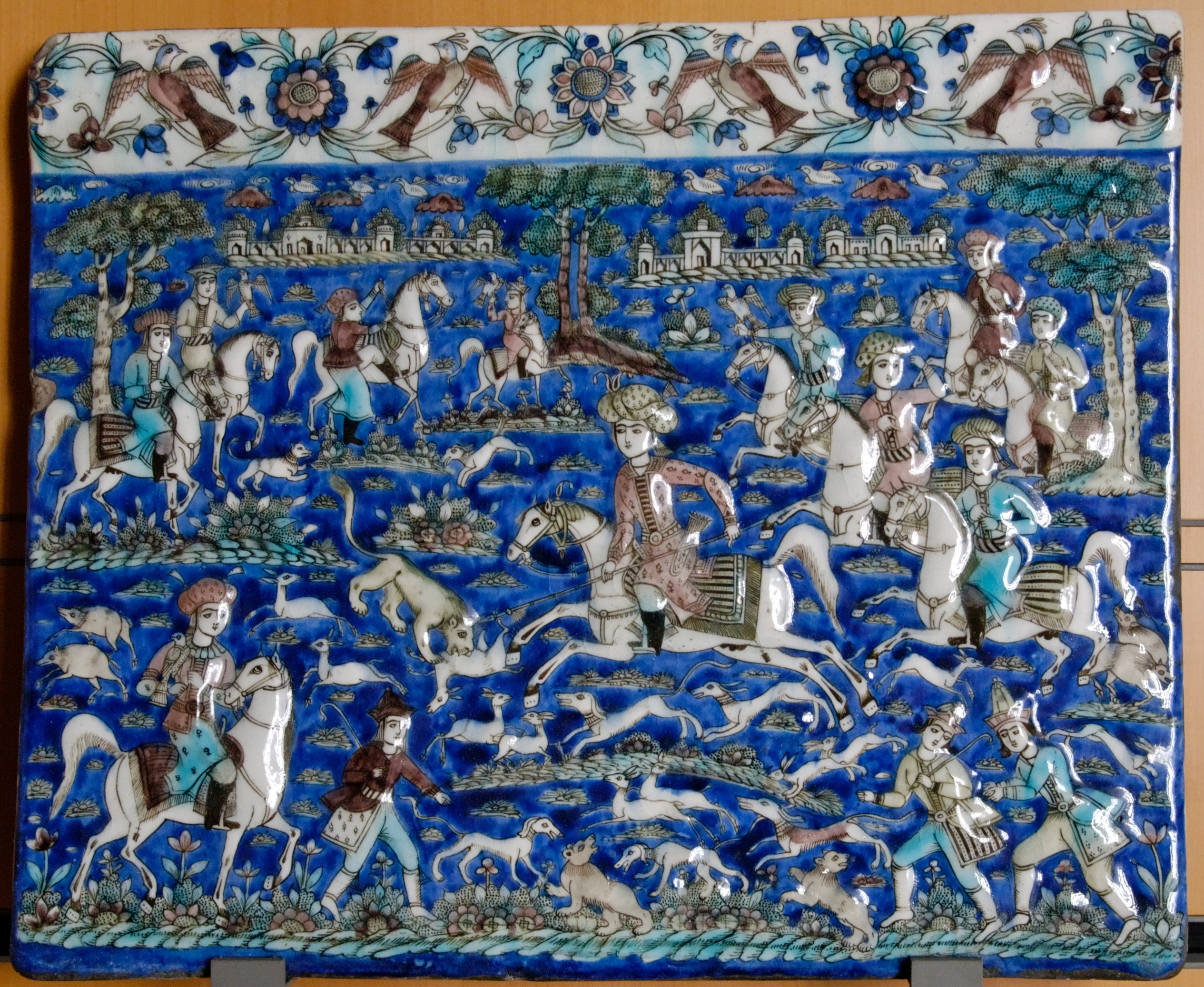
Fliese, qadscharisch, Persien

## Japan, China, Korea
Mythologische Erwähnung findet der Weiße Hase von Inaba (因幡の白兎, Inaba no Shirousagi), der im Kojiki von 712 und dem Fudoki von Inaba erwähnt wird.
Der Hase symbolisiert das vierte Tierkreiszeichen im Junishi, dem chinesisch-japanischen Horoskop. Beim Netsuke werden Hasen daher gerne als Motiv verwendet.
In der chinesischen, koreanischen und auch japanischen Mythologie oder Folklore erscheint der „Mondhase“ bzw. der „Jadehase“ häufig als Begleiter der Mondgöttin. Mit einem Stampfer oder Rührlöffel rührt er das „Lebenselixier“ an, bzw. die Zutaten für Reiskuchen. Der Mörser symbolisiert dabei den Neumond, der die Mondsichel gebiert.

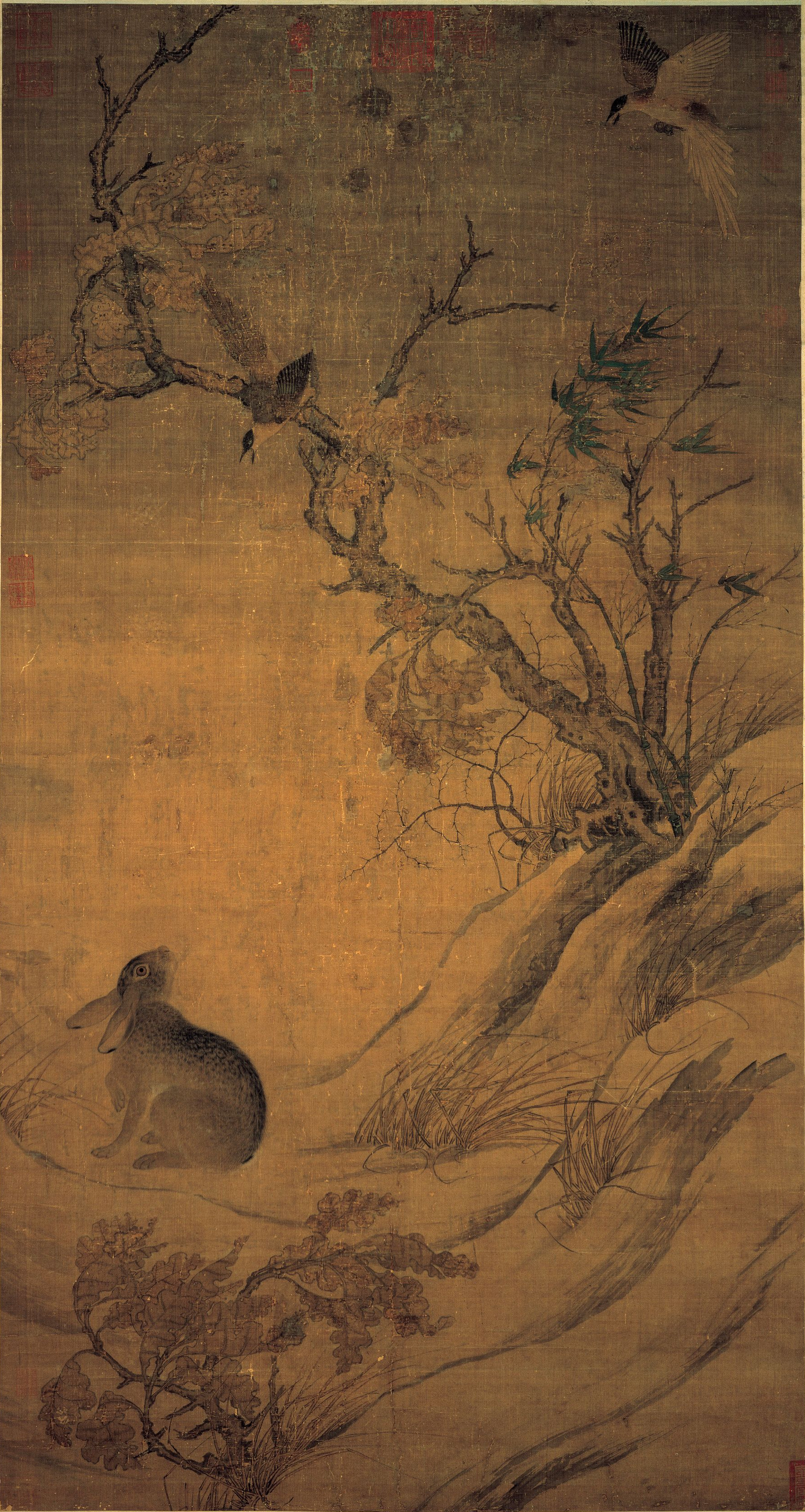
Ts'ui, Tuschezeichnung, Japan 1061
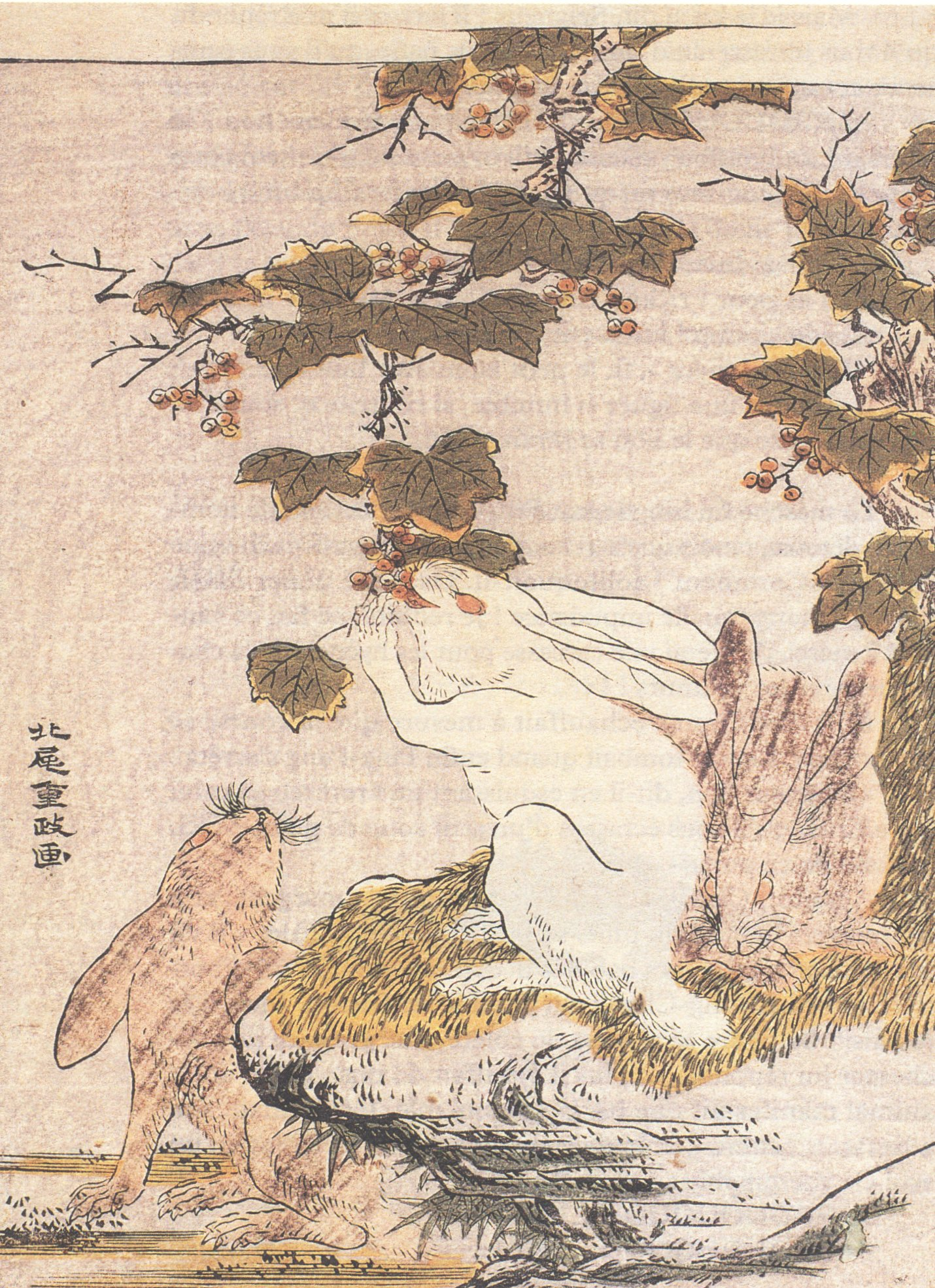
Shigemasa Kitao:Hasen fressen wilden Wein, Japan um 1800
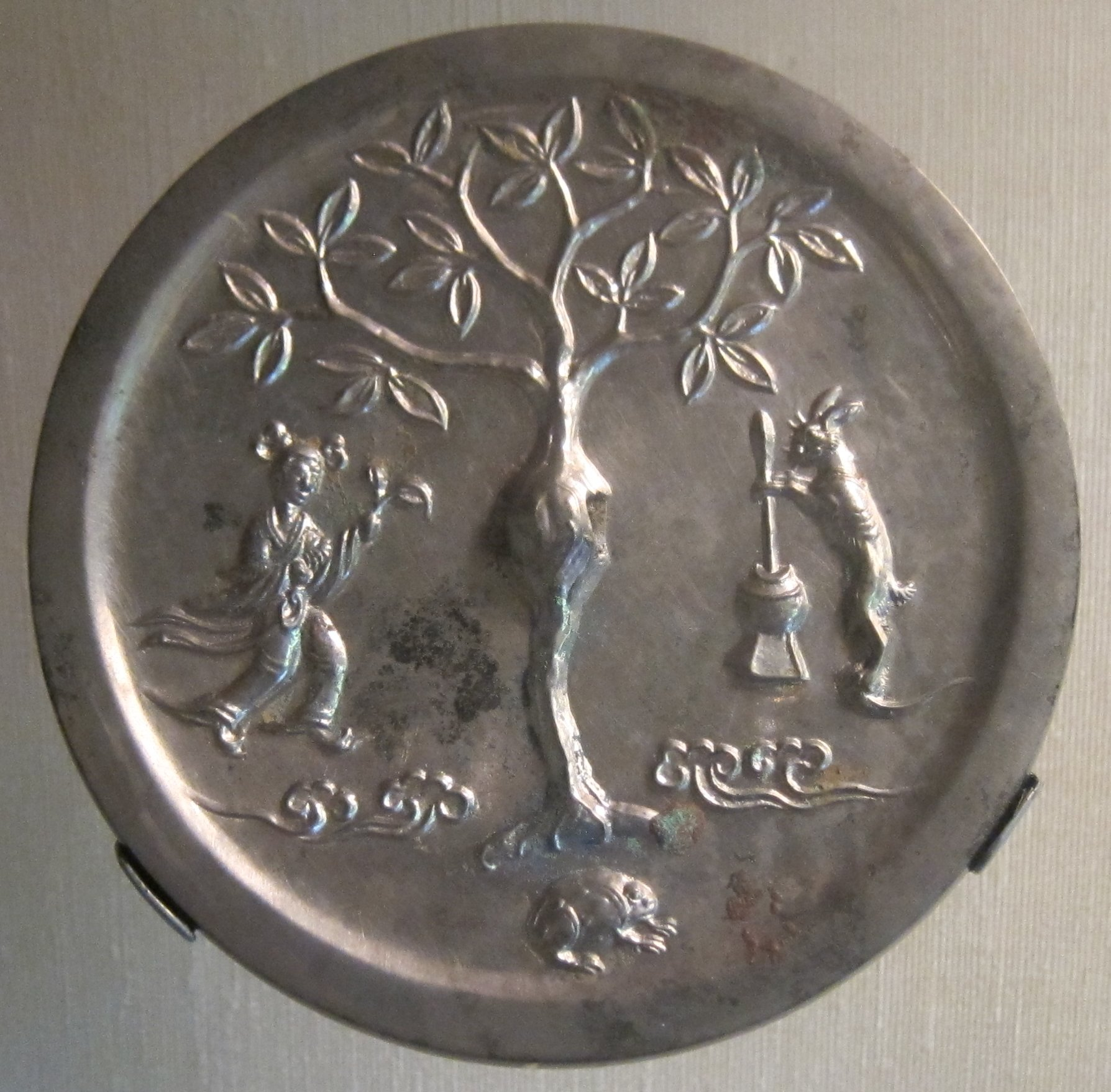
Bronzespiegel aus der Tang-Dynastie mit der Mondgöttin und dem Mondhasen